# Eric Caldow
Eric Caldow   (Cumnock, 14 de maig de 1934 - Escòcia, 4 de març de 2019) va ser un futbolista escocès de la dècada de 1960.
Fou internacional amb la selecció d'Escòcia amb la que participà en la Copa del Món de futbol de 1954, i jugà amb la selecció de la lliga escocesa. Pel que fa a clubs, defensà els colors de Rangers i Stirling Albion com a principals clubs.